# Колос (Степове)
Футбольний клуб «Колос» — український аматорський футбольний клуб з села Степове (Миколаївський район, Миколаївська область).
Виступав у Чемпіонаті Миколаївської області з футболу, аматорських чемпіонатах України. Протягом 1990-х і 2000-х років був беззаперечним флагманом серед аматорських клубів Миколаївської області. Припинив виступи у листопаді 2008 року через фінансові проблеми багаторічного спонсора ДП «Племрепродуктор».

## Досягнення
- Чемпіон Миколаївській області з футболу (6): 1995/1996, 1996/1997, 1998/99, 1999 (осінь), 2000, 2003 рр.
- Срібний призер Миколаївській області з футболу (3): 1997/1998, 2001, 2004 рр.
- Бронзовий призер Миколаївській області з футболу (4): 2002, 2005, 2006, 2007 рр.
- Володар Кубка Миколаївської області з футболу (5): 1999, 2000, 2004, 2005, 2006 рр.
- Володар Фіналіст Кубка Миколаївської області з футболу (4): 1997, 2001, 2002, 2003 рр.
- Володар Суперкубка Миколаївській області з футболу (3): 2002, 2003, 2005 рр.
- Володар Кубка АПК (2): 2007, 2008 рр.
- Чемпіон України серед сільських команд «Золотий Колос» (2): 1998, 2007 рр.
- Срібний призер чемпіонату «Золотий Колос» (3): 1997, 2000, 2001 рр.
- Бронзовий призер чемпіонату «Золотий Колос»: 2006 р.
- Володар кубка України «Золотий Колос» (2): 1997, 2000 рр.
- Чемпіон Всеукраїнських сільських спортивних ігор серед галузей (2): 2003, 2004 рр.
- Чемпіон Всеукраїнських сільських спортивних ігор серед колективів 2007 р.
- Володар Кубка газети «Рідне Прибужжя» пам'яті журналіста Миколи Баранова (3): 2003, 2004, 2006 рр.
- Найвище місце в аматорському чемпіонаті України — 5-те (сезон 1999).
- Учасник фінальних стадій Аматорського чемпіонату України — 1999, 2000 рр.